# Trigatron

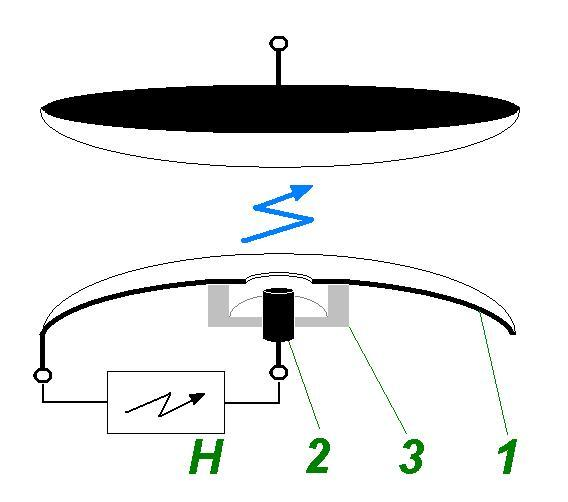
Mechanischer Aufbau der triggerbaren Funkenstrecke. 1: Hauptelektrode, 2: Zündelektrode, 3: Keramikisolator, H: Zündimpulsgenerator

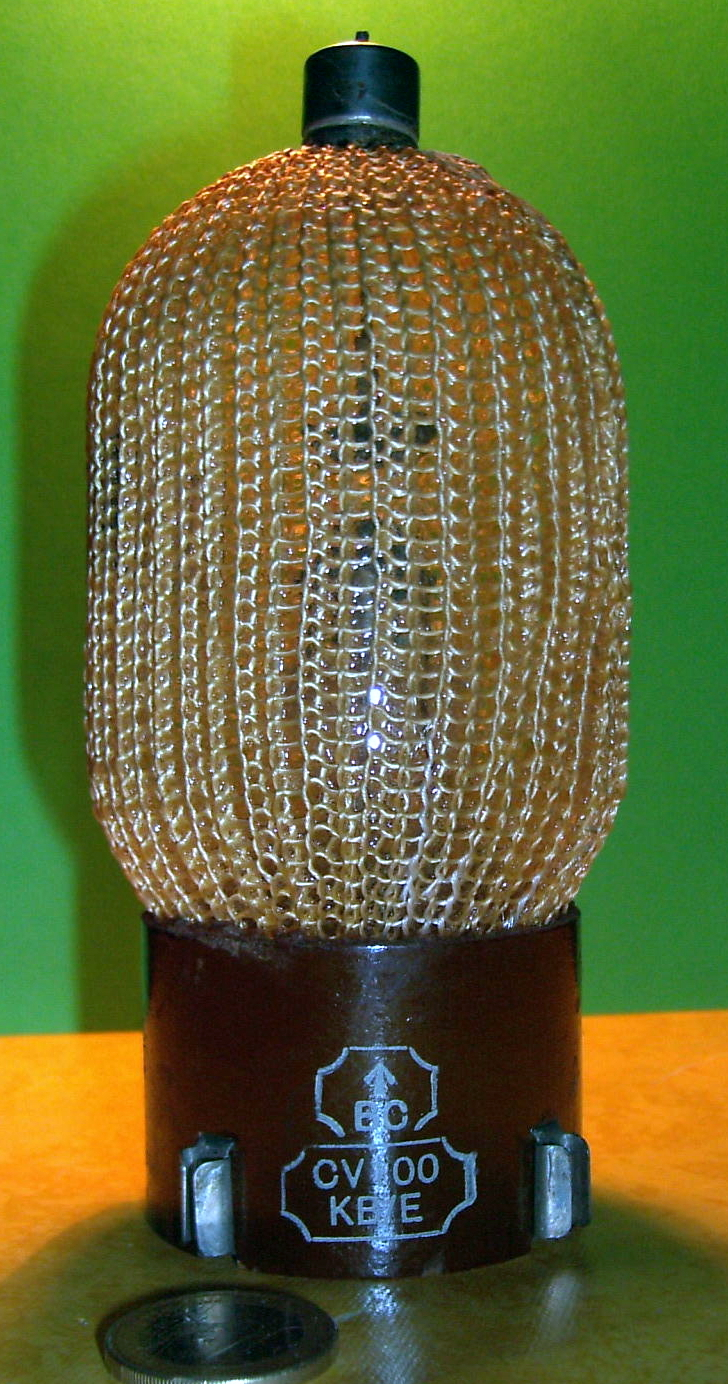
Historisches Trigatron. Die Umhüllung des Röhrengefäßes mit einem nichtleitenden Netz dient als Schutz vor Glassplittern – eine gealterte Röhre kann explodieren.

Ein Trigatron ist eine triggerbare Funkenstrecke, oft als gasgefüllte Elektronenröhre ausgeführt, zum Schalten kurzer Hochspannungsimpulse hoher Leistung. Dabei werden bei größeren Röhren sehr hohe Spannungen im Bereich einiger 10 kV und Impulsströme von einigen 1 kA geschaltet, was Impulsleistungen bis zu einigen Megawatt entspricht und durch elektromechanische Schalter nicht erreicht werden kann. Das Trigatron wurde im Zweiten Weltkrieg von den Engländern entwickelt: In Radaranlagen wurden Gleichspannungsimpulse mittels eines Magnetrons in Hochfrequenzimpulse umgesetzt. Eine andere Anwendung ist im Marx-Generator. Das Trigatron wird auch heute noch in der Impulselektronik eingesetzt.

## Aufbau
Das Trigatron hat drei Elektroden: zwei unbeheizte, pilzförmige Hauptelektroden als Anode und Kathode sowie eine Zündelektrode, die meist in einer zentrischen Bohrung der Anode sitzt. Der Abstand zwischen den beiden Hauptelektroden ist so groß gewählt, dass es gerade nicht zum Spannungsdurchschlag kommt. Ein kleiner Funke zwischen Zündelektrode und Anode erzeugt lokal Ladungsträger durch Ionisation und über Ultraviolettstrahlung an der Kathode Photoelektronen, was unmittelbar zur Zündung eines Lichtbogens zwischen den beiden Hauptelektroden führt. Die Abschaltung des Trigatrons erfolgt indirekt, indem ein impulsformendes passives Netzwerk dafür sorgt, dass der Haltestrom unterschritten wird und der Lichtbogen erlischt.
Kleinere bis mittlere Röhren sind mit verschiedenen Gasen wie beispielsweise einem Gemisch aus 93 % Argon und 7 % Sauerstoff, Stickstoff, oder Schwefelhexafluorid (SF6), gefüllt und stehen unter einem Druck von 1 bar bis ca. 3,5 bar. Für hohe Leistung wird die Gasfüllung durch elektrisch nichtleitende Flüssigkeiten wie Transformatorenöl, einer Form von reinem Mineralöl, ersetzt. Frühe Typen des Trigatrons ohne Gasaustausch sind auf bis zu 10.000 Schaltzyklen ausgelegt. Es gibt auch ältere Röhren, welche nur auf einige wenige Schaltzyklen ausgelegt sind. Am Ende der Standzeit kam es bei diesen historischen Ausführungsformen zur Zerstörung des Glaskolbens, weshalb dieser zum Auffangen der Splitter mit einem feinmaschigen Netz umgeben ist. Bei dem heute üblichen Trigatron mit einer Zyklenanzahl über einer Million besteht der Kolben aus einem entsprechend massiven Gehäuse, die Gasfüllung wird im Betrieb durch entsprechende Versorgungsanschlüsse ausgetauscht, und das Zerbersten des Gehäuses wird konstruktiv vermieden.
Eine Weiterentwicklung des Trigatrons, allerdings mit gleichrichtender Eigenschaft und beheizter Kathode, stellt das Thyratron dar.